# Chordeumella broelemanni
Chordeumella broelemanni är en mångfotingart som först beskrevs av Karl Wilhelm Verhoeff 1897.  Chordeumella broelemanni ingår i släktet Chordeumella och familjen spinndubbelfotingar. Inga underarter finns listade i Catalogue of Life.